# Lagunilla de la Vega
Lagunilla de la Vega es una localidad de la provincia de Palencia (Castilla y León, España) que pertenece al municipio de Bustillo de la Vega.

## Geografía
En la comarca de Vega-Valdavia, subcomarca de Vega, en la margen derecha del río Valdavia, al este de la capital de municipio y con acceso a la carretera autonómica CL-624 por San Martín del Valle.

## Demografía
Evolución de la población en el siglo XXI
| Gráfica de evolución demográfica de Lagunilla de la Vega entre 2000 y 2020 |
|                                                                            |
| Población de derecho (2000-2020) según el padrón municipal del INE         |

## Historia
A la caída del Antiguo Régimen la localidad se constituye en municipio constitucional, entonces conocido como Lagunilla que en el censo de 1842 contaba con 10 hogares y 52 vecinos, para posteriormente integrarse en Moslares de la Vega.